# Ryōhei Arai
Ryōhei Arai (新井涼平?, Ryōhei Arai; Nagatoro, 23 giugno 1991) è un giavellottista giapponese.

## Biografia
Arai ha disputato le prime competizioni nel lancio del giavellotto nel 2011. Iscritto alla Kokushikan University, ha preso parte nel 2013 ai Universiadi di Kazan' e l'anno successivo ha vinto una medaglia d'argento ai Giochi asiatici di Incheon. Successivamente ha preso parte a molte edizioni dei Mondiali ed ha centrato la finale olimpica ai Giochi di Rio de Janeiro 2016, finendo undicesimo.

## Palmarès
| Anno | Manifestazione      | Sede           | Evento                 | Risultato | Prestazione | Note |
| ---- | ------------------- | -------------- | ---------------------- | --------- | ----------- | ---- |
| 2013 | Universiadi         | Kazan'         | Lancio del giavellotto | 8º        | 75,53 m     |      |
| 2014 | Giochi asiatici     | Incheon        | Lancio del giavellotto | Argento   | 84,42 m     |      |
| 2015 | Mondiali            | Pechino        | Lancio del giavellotto | 9º        | 83,07 m     |      |
| 2016 | Giochi olimpici     | Rio de Janeiro | Lancio del giavellotto | 11º       | 79,47 m     |      |
| 2017 | Mondiali            | Londra         | Lancio del giavellotto | 23º (q)   | 77,38 m     |      |
| 2018 | Giochi asiatici     | Giacarta       | Lancio del giavellotto | 7º        | 75,24 m     |      |
| 2019 | Campionati asiatici | Doha           | Lancio del giavellotto | Bronzo    | 81,93 m     |      |
| 2019 | Mondiali            | Doha           | Lancio del giavellotto | 15º (q)   | 81,71 m     |      |
| 2023 | Campionati asiatici | Bangkok        | Lancio del giavellotto | 5º        | 72,43 m     |      |